# Microchloa
Microchloa es un género de plantas herbáceas perteneciente a la familia de las poáceas. Es originario de la África tropical, la India y Ceilán.

## Taxonomía
El género fue descrito por Robert Brown y publicado en Prodromus Florae Novae Hollandiae 208. 1810. La especie tipo es: Microchloa setacea (Roxb.) R. Br.  
Etimología
El nombre del género se deriva de las palabras griegas mikros (pequeños) y chloe (hierba).
Citología
Número de la base del cromosoma, x = 10. 2n = 40.

## Especies
1. Microchloa altera (Rendle) Stapf
2. Microchloa annua (Kupicha & Cope) Cope
3. Microchloa caffra Nees
4. Microchloa ensifolia Rendle
5. Microchloa indica (L.f.) P.Beauv.
6. Microchloa kunthii Desv.